# جک فراست (بازیکن فوتبال، زاده ۱۹۲۰)
جک فراست (انگلیسی: Jack Frost; ۱۳ فوریهٔ ۱۹۲۰ – q1 1988 (aged 67–68)) بازیکن فوتبال اهل بریتانیا بود.
از باشگاه‌هایی که در آن بازی کرده‌است می‌توان به باشگاه فوتبال یورک سیتی و باشگاه فوتبال گریمزبی تاون اشاره کرد.